# Fenlands (film)
Fenlands este un scurtmetraj documentar britanic din 1945 care a fost regizat de Ken Annakin pentru serialul Ministerului Informației Pattern of Britain.
Filmul documentează regiunea Fenlands⁠(d) din estul Angliei și schimbarea mlaștinilor în terenuri agricole.